# Людвіґ Ґесінґ
Людвіґ Ґесінґ (нім. Ludwig Gössing, 13 травня 1938) — німецький вершник.
Бронзовий призер Олімпійських Ігор 1972 року в командному триборстві, учасник 1968 року.